# Найкращі друзі назавжди

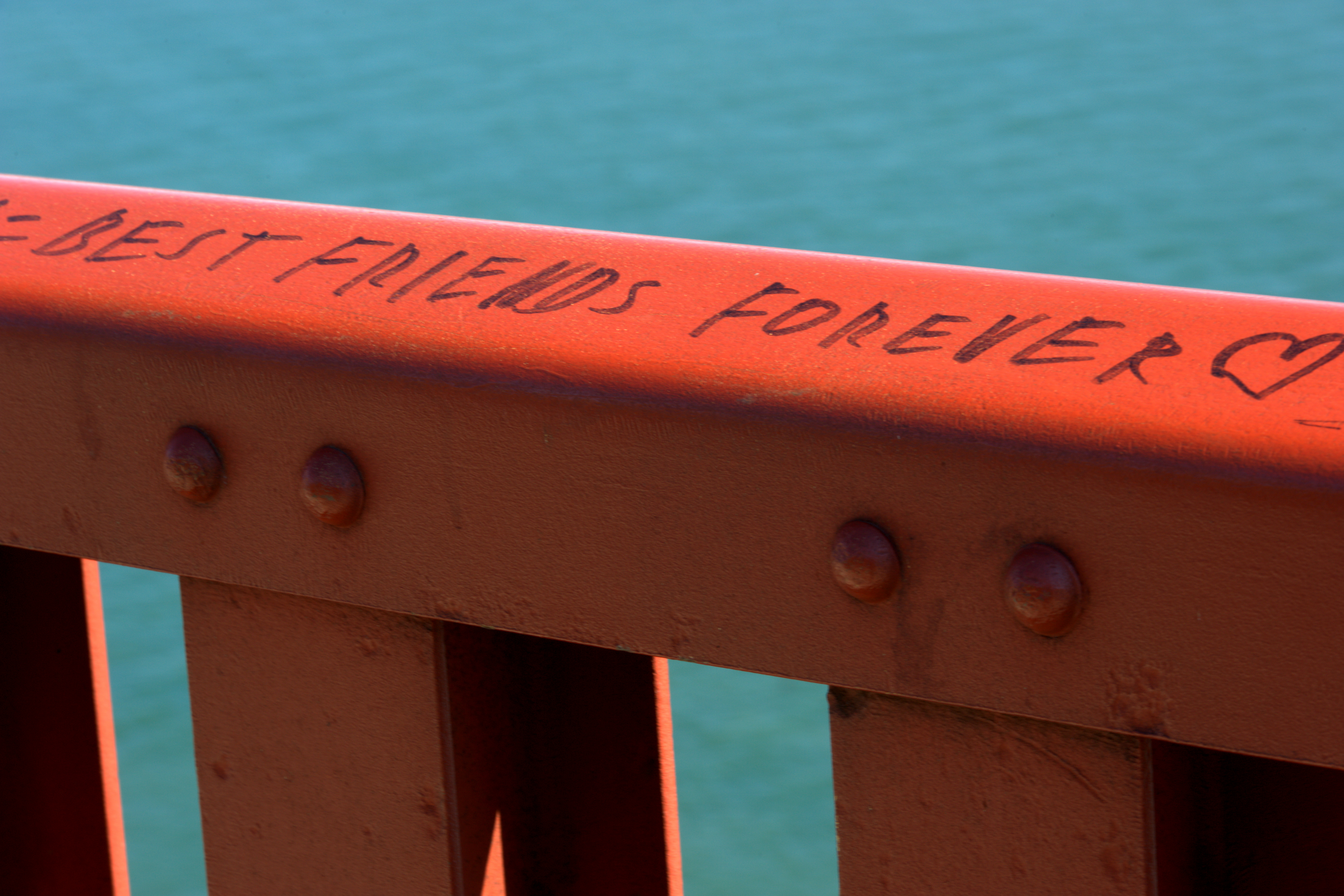
Слова «Найкращі друзі назавжди», написані на мосту Золоті Ворота (Гійом Пам'є, CC-BY)

«Найкращі друзі назавжди», НДН (англ. Best friends forever, BFF) — фраза та абревіатура, які описує близьку дружбу.

## Визначення
НДН — це термін для найкращого друга чи близького друга. Характеристиками поняття є довіра та постійність, незалежно від змін значення дружби змінювалось. НДН зазвичай знаходяться в тісному контакті й мають щось спільне, наприклад, відвідування однієї школи або спільні музичні смаки. Відносини, що називаються НДН, часто зустрічаються в середній та старшій школі й часто занепадають, коли сторони йдуть до закладу вищої освіти. Термін НДН не обов'язково виражає винятковість. Залежно від індивідуальної інтерпретації поняття або філософського сприйняття «НДН», людина може мати більше одного НДН одночасно.

## Походження
Хоча концепція бути «найкращим другом назавжди» існує давно, абревіатура НДН отримала популярність як швидкий спосіб висловити свої позитивні почуття одне до одного під час обміну миттєвими повідомленнями (IM-ing) на комп'ютері або на мобільних телефонах.
Абревіатура «НДН» була додана до американського Оксфордського словника 16 вересня 2010 р. Оксфордський словник англійської мови документує використання НДН у 1987 р.

## Культурне сприйняття
Згідно з опитуванням у Франції, дружба НДН — це поняття, яке займає певне місце в соціальних мережах. Це поняття є заспокійливим, особливо для покоління міленіалів, яке часто переживає розлучення. Це ознака соціального успіху та збалансованого життя.
Велике опитування у Великій Британії у 2003 році показало, що в середньому у людей буває в житті дев'ять близьких друзів. У початковій та середній школі найкращі дружні стосунки часто тривають менше одного повного навчального року.
Барбара Делінські описала НДН як «когось, з ким вам не доводиться бачитися щодня, щоб все-таки спілкуватися, того, хто любить вас, когось, хто кине все і зловить наступний рейс, якщо вона вам потрібно. Це той, кому не байдуже, де і що вона їсть, поки вона з вами».

## Академічні дослідження
У 2010 році концепція НДН була частиною контракту НДН «про заохочення підписантів до усунення розбіжностей перед тим, як вони припинять спілкування».
У дослідженні, проведеному в Оксфордському університеті, Тамаш Девід-Баретт та його колеги повідомили, що у Facebook є надзвичайно велика кількість фотографій профілю, на яких зображені дві жінки. Ця закономірність присутня в кожному регіоні світу. Після усунення альтернативних гіпотез, було зроблено висновок, що (а) моделі близьких відносин дружби є універсальними серед людей, і (б) існує помітна різниця між статями у схильності до тривалої дружби внаслідок еволюційної причини. Це говорить про те, що концепція НДН, хоч і з іншою назвою, може існувати в багатьох культурах з давніх часів. Нещодавні дослідження також показали, що протягом усього життя до близьких друзів ставляться як до братів чи сестер.

## В культурі
- В одному з епізодів третього сезону Друзів, Фібі Буффе (Ліза Кудров) використовує цей термін.
- Періс Гілтон «Моя нова НДН», також відома як My New BFF, — це реаліті-шоу, в якому Періс Гілтон шукає свого нового НДН.
- «Найкращі друзі назавжди» — американський телевізійний комедійний серіал, який виходив на каналі NBC з 4 квітня по 1 червня 2012 року.[11]
- У 2009 році служба соціальних мереж Myspace запустила «НДН» — серію ігрових шоу в Інтернеті, яка перевіряла, наскільки найкращі друзі знали один одного.[12]
- «Найкращі друзі назавжди» — епізод південного парку від компанії «Комеді Сентрал», який вперше вийшов в ефір 30 березня 2005 року за мотивами справи Террі Шайво.

- Компанія Coca-Cola використовувала вираз для деяких своїх продуктів. На їх бляшанках було написано «Поділіться дієтичною колою з вашим НДН».